# 단속사지
단속사지(斷俗寺址)는 경상남도 산청군 단성면 운리 333번지 마을 한가운데 단속사터를 말한다.

## 개요
《삼국유사》(三國遺事)에는 단속사의 창건 시기에 대해 신라 경덕왕(景德王) 22년 계묘(763년)와 당(唐) 천보(天寶) 7년 무자(748년), 두 개의 설이 실려 있다. 전자는 효성(孝誠) - 경덕왕조(朝)의 인물인 신충(信忠)이, 후자는 경덕왕대의 직장(直長) 이준(李俊)이 단속사를 발원해 창건한 것으로 전하고 있다.
신충은 《삼국사기》(三國史記)에 경덕왕 16년(758년)부터 22년까지 상대등(上大等)을 지냈다고 했고, 이준은 같은 책에 등장하는 대나마 이순(李純)과 동일인물로 보이는데, 일찍이 나이 쉰에 출가해 절을 짓겠다는 서원을 따라 조연(曺淵)에 있던 작은 절을 크게 중창한 것이 바로 단속사이며, 이준 자신도 공굉장로()라는 이름으로 승려로써 20년을 머물고 입적하였다고 한다. 단속(斷俗)이라는 이름에는 신충의 입산과 관련해 '세속(과의 인연)과 절연한다'는 뜻이 있다.
《삼국사기》에는 신라 때의 유명한 화공 솔거(率居)가 그린 유마거사상(維摩居士象)이 단속사에 있었다고 적고 있다. 당에서 북종선을 배우고 돌아온 선사 신행이 혜공왕(惠恭王) 15년(779년)에 이곳 단속사에서 입적하였으며, 헌덕왕(憲德王) 5년 계사(813년)에 당시의 병부령 김헌정이 비문을 지은 신행의 비석이 세워졌다(비석 자체는 후에 유실). 《신증동국여지승람》(新增東國輿地勝覽)에는 단속사가 위치한 골짜기 입구에는 골 입구에 최치원(崔致遠)이 쓴 '광제암문(廣濟嵒門)' 네 글자를 새긴 돌과 함께 최치원의 독서당(讀書堂)이 있었는데, 그 독서당은 훗날 고려 시대의 고승 대감국사(大鑑國師) 탄연(坦然)의 영당(影堂)으로 쓰이게 되었다고 한다.
《대감국사비》는 고려의 평장사 이지무(李之茂)가 비문을 짓고 탄연 자신이 글씨를 쓴 비석이었다. 이 밖에 한림학사 김은주(金殷舟)가 지은 진정대사(眞定大師)의 비문도 있었다. 이규보가 지은 진각국사(眞覺國師) 혜심(惠諶)의 비문에는 혜심이 고종(高宗) 7년(1220년)에 단속사에 주지로 머물렀던 적이 있음을 전하고 있다.
조선 초기인 세종(世宗) 6년(1412년) 당시 단속사는 원속전 1백 결에 주석하는 승려가 1백 명 정도로 유지되었다. 고려 말 조선 초의 문신 강회백(姜淮伯, 1357년 ~ 1402년)이 과거에 급제하기 전에 단속사에서 글을 읽으면서 심었던 매화가 경내에 남아 있었고, 사람들은 강회백이 지낸 벼슬인 정당문학의 이름을 따서 정당매(政堂梅)라 불렀는데, 매화나무가 말라 죽으면 그 후손들이 그 자리에 다른 매화를 이어 심었다고 하며, 생육신의 한 사람으로 알려진 추강 남효온(南孝溫)부터 김종직의 문인이었던 탁영 김일손(金馹孫), 지리산에 자주 올랐던 조선 중기의 문인 조식(曺植)이 정당매를 보고 지은 시가 남아 전한다.
단속사는 조선 후기에 폐사되었다.

## 발굴 조사
현재 절터에는 당간지주와 3층 석탑이 원위치에 있으며, 주변에는 금당지를 비롯하여 강당지 등의 초석이 그대로 남아 있어 신라 시대의 가람배치를 짐작할 수 있다. 동·서 3층석탑은 전형적인 신라석탑으로 비례미와 균형미가 잘 조화되어 안정감이 있고, 또한 치석의 수법이 정연하여 우아하다. 삼국 통일 이후에는 이같은 쌍탑 가람형식이 경주를 떠나 지방의 깊은 산골에까지 전파되었음을 알 수 있다.
이밖에도 절터에서는 통일신라시대의 와당을 비롯한 석물들이 출토되고 있으며, 주변 민가의 담장이나 집안에 많은 석물들이 흩어져 있다. 단속사터에서 수습된 대감국사비의 파편은 이후 동국대학교 박물관과 숙명여자대학교 박물관에서 각각 소장하고 있다.

## 같이 보기
- 북종선
- 지리산